# Sin-muballit
Sin-muballit (Sin-muballiṭ) geschreven als Sin(30)-mu-ba-li2-iṭ of dSuen-mu-ba-li2-iṭ was de vader van Hammurabi. Hij was de vijfde koning van de eerste dynastie van Babylonië en heerste van 1748 v.Chr. tot 1729 v.Chr. (korte chronologie).